# In paradisum
In paradisum („Do raju”) – antyfona w tradycyjnej łacińskiej liturgii pogrzebowej Kościoła rzymskokatolickiego. Śpiewana jest podczas wynoszenia trumny ze świątyni w procesji. Tekst In paradisum, czasami wraz z melodią gregoriańską (napisaną w skali miksolidyjskiej), bywa zawarty w muzycznych opracowaniach mszy requiem – m.in. u Gabriela Fauré, mimo że liturgicznie przynależy do pogrzebu, a nie mszy za zmarłych.

## Tekst
In paradisum deducant te Angeli;

in tuo adventu suscipiant te martyres,

et perducant te in civitatem sanctam Ierusalem.

Chorus angelorum te suscipiat,

et cum Lazaro quondam paupere æternam habeas requiem.

Spolonizowana wersja tej pieśni brzmi:

Niech Aniołowie zawiodą cię do raju,

A gdy tam przybędziesz, niech przyjmą cię męczennicy

I wprowadzą cię do krainy życia wiecznego.

Chóry Anielskie niechaj cię podejmą

I z Chrystusem zmartwychwstałym miej radość wieczną.

Oryginalny tekst nie wspomina o Jezusie, a Łazarzu żebraku, a zamiast „krainy życia wiecznego” jest „Święte Jeruzalem”. Miksolidyjska melodia zawiera dwa charakterystyczne dla skali momenty użycia obniżonego siódmego stopnia: w kadencjach na słowach Chorus Angelorum oraz quondam paupere. Kulminacja melodyczna następuje na słowie Łazarz (Lazaro).